# Formation de Maastricht
 (novembre 2024).
La formation de Maastricht, du nom de la ville du même nom, est une formation géologique situé aux Pays-Bas et en Belgique, dont les strates datent du Crétacé supérieur, à moins de 500 000 ans de l'extinction Crétacé-Paléogène, aujourd'hui datée de 66 millions d'années. La formation fait partie du groupe de Chalk et se situe entre 30 et 90 mètres d'épaisseur. Il affleure dans les parties méridionales du Limbourg néerlandais et belge et dans les régions adjacentes d'Allemagne. On le trouve dans le sous-sol du nord de la Belgique et du sud-est des Pays-Bas, en particulier dans le bassin de la Campine et le Graben de la vallée de la Roer. Les restes de dinosaures font partie des fossiles qui ont été récupérés de la formation.

## Lithologie
La formation de Maastricht est constituée de calcaire marin mou, sablonneux et peu profond (appelé localement "mergel" dans le Limbourg), en fait de craie et d'arénite calcaire. Ces lithologies alternent localement avec de fines bandes de marne ou d'argile. Les parties inférieures de la formation contiennent des concrétions de silex. Les parties supérieures peuvent avoir des couches riches en coquillages. Son âge est compris entre environ 70 et 66 millions d'années, ce qui la place dans le Maastrichtien, une étape qui porte le nom de la formation. Le sommet de la formation est identifié comme étant d'âge Danien (début du Paléocène),. La localité type se trouve dans les ruines du château de Lichtenberg sur le mont Saint-Pierre à Maastricht.

## Stratigraphie
La formation de Maastricht a été décrite pour la première fois par le géologue belge André Dumont en 1849. La formation est subdivisée en sept membres, de haut en bas, ce sont le membre Meerssen, le membre Nekum, le membre Emael, le membre Schiepersberg, le membre Gronsveld, le membre Valkenburg et le membre Kunrade. Les membres sont souvent difficiles à distinguer.
La formation de Maastricht est recouverte par la formation du Paléocène de Houthem et a été déposée au sommet de l'ancienne formation de Gulpen.

## Paléofaune vertébrée

### Dinosaures
| Dinosaures exhumés de la formation de Maastricht | Dinosaures exhumés de la formation de Maastricht | Dinosaures exhumés de la formation de Maastricht                 | Dinosaures exhumés de la formation de Maastricht | Dinosaures exhumés de la formation de Maastricht | Dinosaures exhumés de la formation de Maastricht | Dinosaures exhumés de la formation de Maastricht |
| Genre                                            | Espèce                                           | Localisation                                                     | Position statigraphique                          | Matériel                                         | Notes                                            | Images                                           |
| ------------------------------------------------ | ------------------------------------------------ | ---------------------------------------------------------------- | ------------------------------------------------ | ------------------------------------------------ | ------------------------------------------------ | ------------------------------------------------ |
| Asteriornis                                      | A. maastrichtensis                               |                                                                  |                                                  | Os des membres et un crâne presque complet       | Un Galloanserae primitif                         |                                                  |
| Betasuchus                                       | B. bredai                                        | Présent dans la province de Limbourg aux Pays-Bas.               |                                                  | "Fémur."                                         | Un abelisauroïdé.                                |                                                  |
| Janavis                                          | J. finalidens                                    |                                                                  |                                                  |                                                  | Un ichthyornithine                               |                                                  |
| Megalosaurus                                     | M. bredai                                        | Présent dans la province de Limbourg aux Pays-Bas.               |                                                  |                                                  | Reclassifié comme Betasuchus bredai.             |                                                  |
| Orthomerus                                       | O. dolloi                                        | Présent dans les provinces de Limbourg aux Pays-Bas et Belgique. |                                                  |                                                  | Un hadrosauridé douteux.                         |                                                  |
| Restes indéterminés d'euhadrosaurien             |                                                  | Présent dans la province de Limbourg aux Pays-Bas.               |                                                  |                                                  | Un hadrosauroïde.                                |                                                  |
| "ornithurine non nommé"                          | Non nommé                                        |                                                                  |                                                  |                                                  | Un ornithurine,.                                 |                                                  |
| "enantiornithine non nommé"                      | Non nommé                                        |                                                                  |                                                  |                                                  | Un enantiornithine,.                             |                                                  |

### Mammifères
| Mammifères découverts dans la formation de Maastricht | Mammifères découverts dans la formation de Maastricht | Mammifères découverts dans la formation de Maastricht | Mammifères découverts dans la formation de Maastricht | Mammifères découverts dans la formation de Maastricht | Mammifères découverts dans la formation de Maastricht | Mammifères découverts dans la formation de Maastricht |
| Genre                                                 | Espèce                                                | Localisation                                          | Position stratigraphique                              | Matériel                                              | Notes                                                 | Images                                                |
| ----------------------------------------------------- | ----------------------------------------------------- | ----------------------------------------------------- | ----------------------------------------------------- | ----------------------------------------------------- | ----------------------------------------------------- | ----------------------------------------------------- |
| Maastrichtidelphys                                    | M. meurismeti                                         | Présent dans la province de Limbourg aux Pays-Bas.    |                                                       | "Molaire supérieure droite."                          | Un marsupial herpétotheriide.                         |                                                       |

### Mosasaures
| Mosasaures découverts dans la formation de Maastricht | Mosasaures découverts dans la formation de Maastricht | Mosasaures découverts dans la formation de Maastricht | Mosasaures découverts dans la formation de Maastricht | Mosasaures découverts dans la formation de Maastricht | Mosasaures découverts dans la formation de Maastricht | Mosasaures découverts dans la formation de Maastricht |
| Genre                                                 | Espèce                                                | Localisation                                          | Position stratigraphique                              | Matériel                                              | Notes                                                 | Images                                                |
| ----------------------------------------------------- | ----------------------------------------------------- | ----------------------------------------------------- | ----------------------------------------------------- | ----------------------------------------------------- | ----------------------------------------------------- | ----------------------------------------------------- |
| Carinodens                                            | C. belgicus                                           |                                                       |                                                       |                                                       |                                                       |                                                       |
| Carinodens                                            | C. fraasi                                             |                                                       |                                                       |                                                       | Synonyme junior de C. belgicus.                       |                                                       |
| Globidens                                             | G. fraasi                                             |                                                       |                                                       |                                                       | Reclassifié en tant que Carinodens fraasi             |                                                       |
| Liodon                                                | L. sectorius                                          |                                                       |                                                       |                                                       |                                                       |                                                       |
| Mosasaurus                                            | M. hoffmanni                                          |                                                       |                                                       |                                                       | Premier spécimen connu                                |                                                       |
| Mosasaurus                                            | M. lemonnieri                                         |                                                       |                                                       |                                                       |                                                       |                                                       |
| Plioplatecarpus                                       | P. marshi                                             |                                                       |                                                       |                                                       |                                                       |                                                       |
| "Prognathodon"                                        | "P. saturator"                                        |                                                       |                                                       |                                                       |                                                       |                                                       |

### Testudines
- Glyptochelone suyckerbuyki
- Allopleuron hoffmani